# 凤凰快报
《凤凰快报》是凤凰卫视中文台的一档新闻简报节目，以国语播放，每天播出合共十次。，
凤凰卫视香港台啟播後亦以粤语播放凤凰快报，每天播出七次（10:00、11:00、14:00、15:00、16:00、17:00、20:00），啟播初期片頭使用中文台版本，2011年8月26日起改用新片頭並維持至2015年10月12日停播。
凤凰中文台版的凤凰快报在2003年10月到年末由tcl电视赞助播出，2004年由利君药赞助，2005年由科龙电器赞助，2006年到20123年由全球通赞助，后面到2014年9月由中国移动赞助。2015年到2018年由中国太平赞助，后一段时间没有赞助，再被中国太平赞助到2019年。欧洲台美洲台版播出时不会有赞助模板但片头会保留赞助商。
《时事快报》在1998年开始播出，2014年停播，仅在中文台播出。播出时间基本为下午6：55，但有其他情况时会更改时间播出。

## 播出时间
- 中文台、欧洲台、美洲台、澳洲版：10:00、11:00、14:00、18:00、20:00、23:00（春节期间停播）

在一般情況下，每日16:00及以後會改用虛擬直播室製作，在此時間之前均為實景（站立於《金石財經》廠景台後方）。
2015年起，中文台鳳凰快報取消15:00一節，並由中國太平冠名贊助，而時事快報則停播。
2016年起，鳳凰快報取消16:00及17:00兩節，維持中國太平冠名贊助。
2018年起，凤凰快报无冠名贊助商，曾暫由中國太平冠名贊助。
2022年，配合中文台增加與資訊台聯播新聞時段安排，鳳凰快報更改播放時間為14:00、20:00、23:00。

## 安排
鳳凰衞視中文台的《鳳凰快報》一般均為錄播，原因乃自鳳凰衞視新聞部主播會同時負責接續時段的《凤凰正点播报》類節目甚至《突發事件直播》，為了讓有關節目順利播放才會有此安排；但如該主播並非接續工作則或會直播，而結尾一概為「詳細新聞內容請留意鳳凰衞視資訊台的各節新聞」。